# Ексідент (Меріленд)
Ексідент (англ. Accident) — місто (англ. town) в США, в окрузі Ґерретт штату Меріленд. Населення — 338 осіб (2020).

## Географія
Ексідент розташований за координатами 39°37′33″ пн. ш. 79°19′12″ зх. д. / 39.62583° пн. ш. 79.32000° зх. д. (39.625703, -79.319922).  За даними Бюро перепису населення США в 2010 році місто мало площу 1,27 км², уся площа — суходіл.

## Демографія
Згідно з переписом 2010 року, у місті мешкало 325 осіб у 141 домогосподарстві у складі 86 родин. Густота населення становила 256 осіб/км².  Було 173 помешкання (136/км²).
Расовий склад населення:
| - 97,8 % — білих - 0,6 % — корінних американців - 0,3 % — азіатів |

До двох чи більше рас належало 0,6 %. Частка іспаномовних становила 0,6 % від усіх жителів.
За віковим діапазоном населення розподілялося таким чином: 26,2 % — особи молодші 18 років, 58,1 % — особи у віці 18—64 років, 15,7 % — особи у віці 65 років та старші. Медіана віку мешканця становила 34,5 року. На 100 осіб жіночої статі у місті припадало 83,6 чоловіків;  на 100 жінок у віці від 18 років та старших — 80,5 чоловіків також старших 18 років.
Середній дохід на одне домашнє господарство  становив 50 172 долари США (медіана — 44 167), а середній дохід на одну сім'ю — 63 970 доларів (медіана — 55 972). За межею бідності перебувало 13,2 % осіб, у тому числі 29,8 % дітей у віці до 18 років та 5,5 % осіб у віці 65 років та старших.
Цивільне працевлаштоване населення становило 123 особи. Основні галузі зайнятості: освіта, охорона здоров'я та соціальна допомога — 25,2 %, мистецтво, розваги та відпочинок — 14,6 %, публічна адміністрація — 11,4 %, транспорт — 9,8 %.